# Saint-Trivier-de-Courtes
Saint-Trivier-de-Courtes [sɛ̃ tʁivje də kuʁt] ist eine französische Gemeinde im Département Ain in der Region Auvergne-Rhône-Alpes. Sie gehört zum Kanton Replonges im Arrondissement Bourg-en-Bresse. Die Bewohner nennen sich Trivicourtois.

## Lage
Die Gemeinde Saint-Trivier-de-Courtes liegt im Zentrum der Bresse an der Grenze zum Département Saône-et-Loire. Sie grenzt im Norden an Romenay, im Nordosten an Vernoux, im Osten an Courtes, im Südosten an Mantenay-Montlin, im Süden an Servignat, im Südwesten an Chavannes-sur-Reyssouze und im Westen an Vescours. Im Nordwesten des Gemeindegebietes verläuft das Flüsschen Voye, im Süden der Gemeinden entwässern die Bäche zur Reyssouze.

## Bevölkerungsentwicklung
| Jahr                       | 1962 | 1968 | 1975 | 1982 | 1990 | 1999 | 2006 | 2012 | 2021 |
| -------------------------- | ---- | ---- | ---- | ---- | ---- | ---- | ---- | ---- | ---- |
| Einwohner                  | 1047 | 1066 | 1076 | 1104 | 1064 | 935  | 966  | 1080 | 1119 |
| Quellen: Cassini und INSEE |      |      |      |      |      |      |      |      |      |

## Sehenswürdigkeiten
- Ferme de Grandval, Monument historique
- Ferme de la Servette, Monument historique
- Ferme de Molardoury, Monument historique
- Ferme du Tremblay, Monument historique
- Kirche Saint-Trivier, Monument historique
- Fresko an einer Fassade des Primarschulhauses
- Marienstatue (Statue de la Vierge Marie)

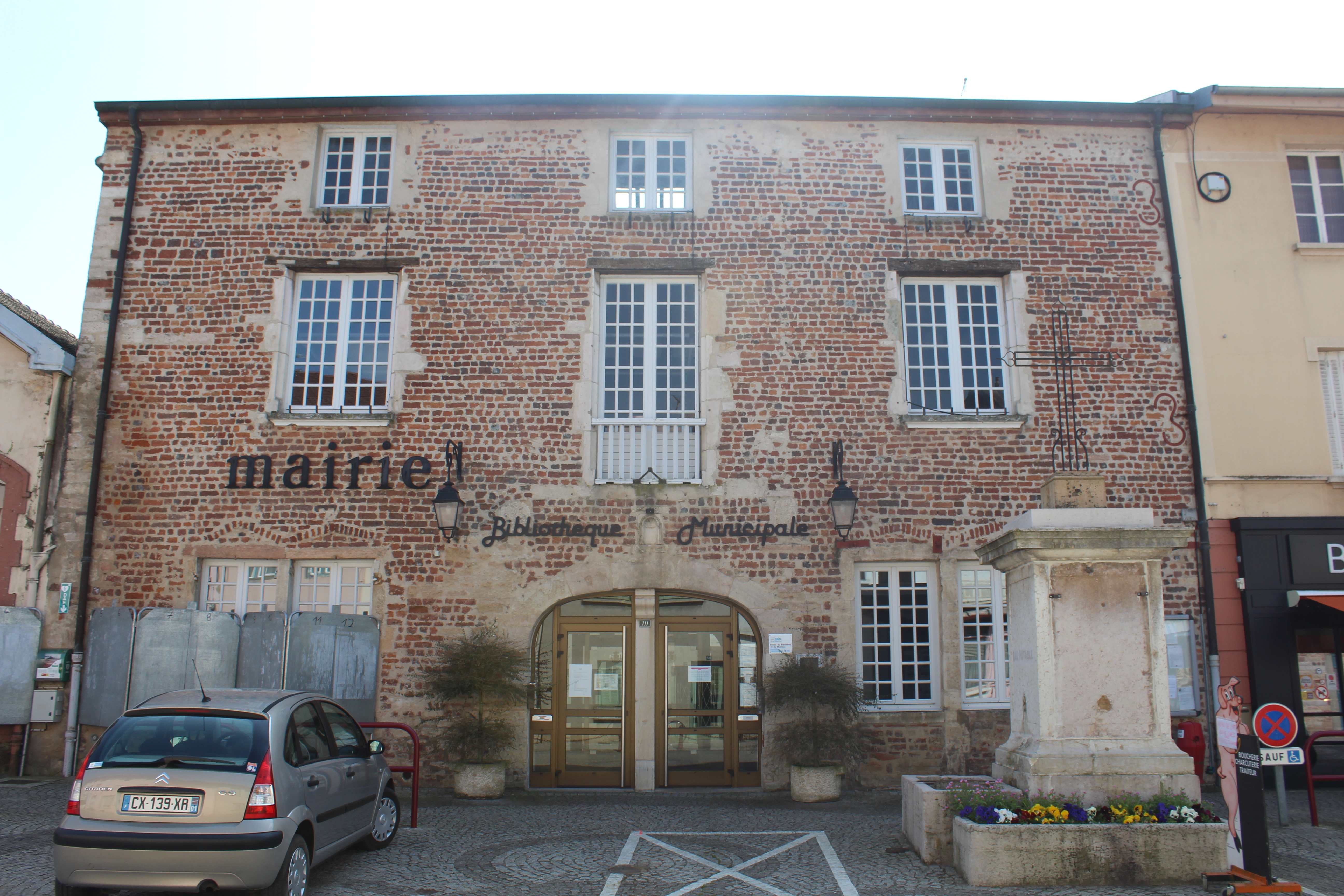
Mairie (Bürgermeisteramt)
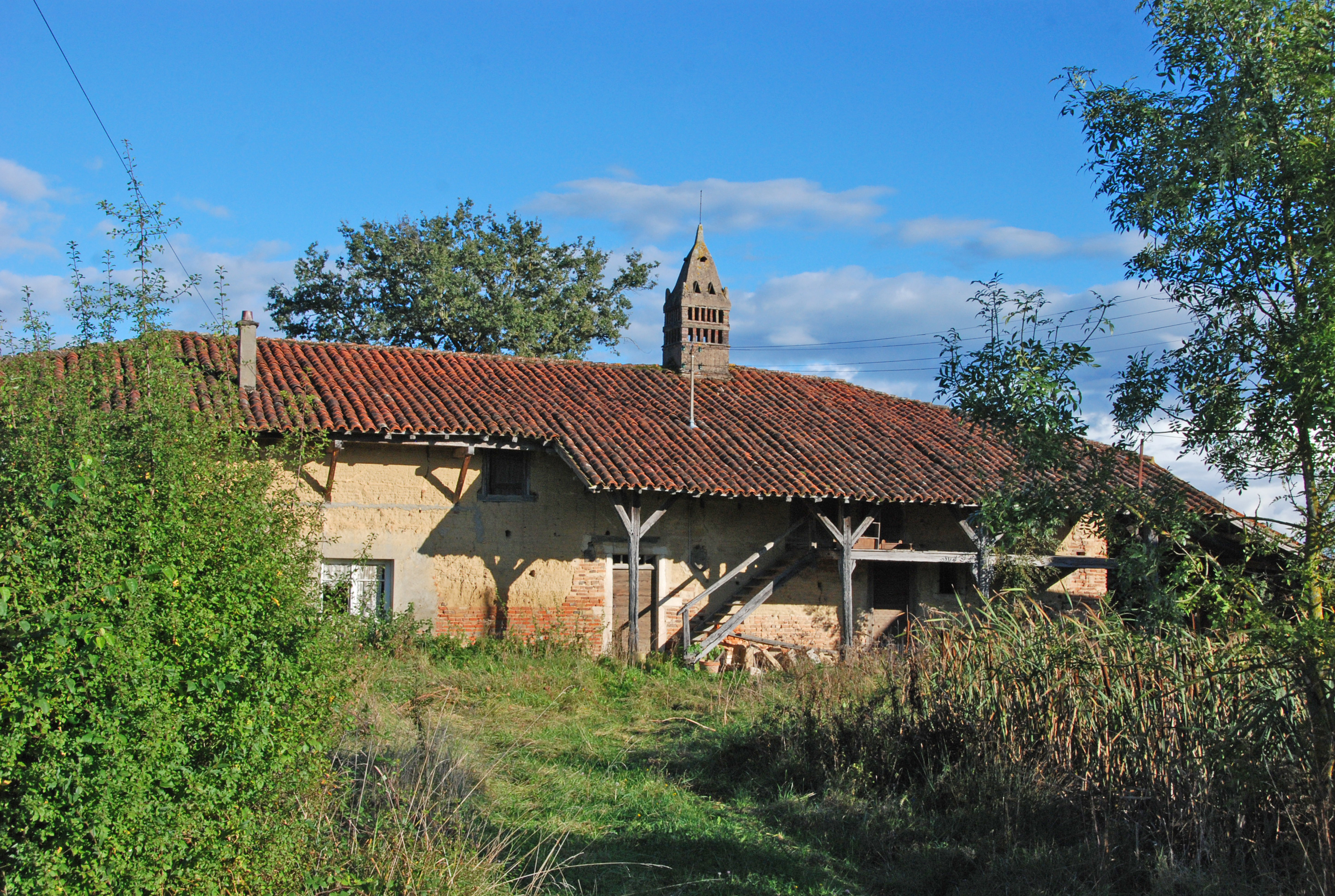
Ferme de Grandval
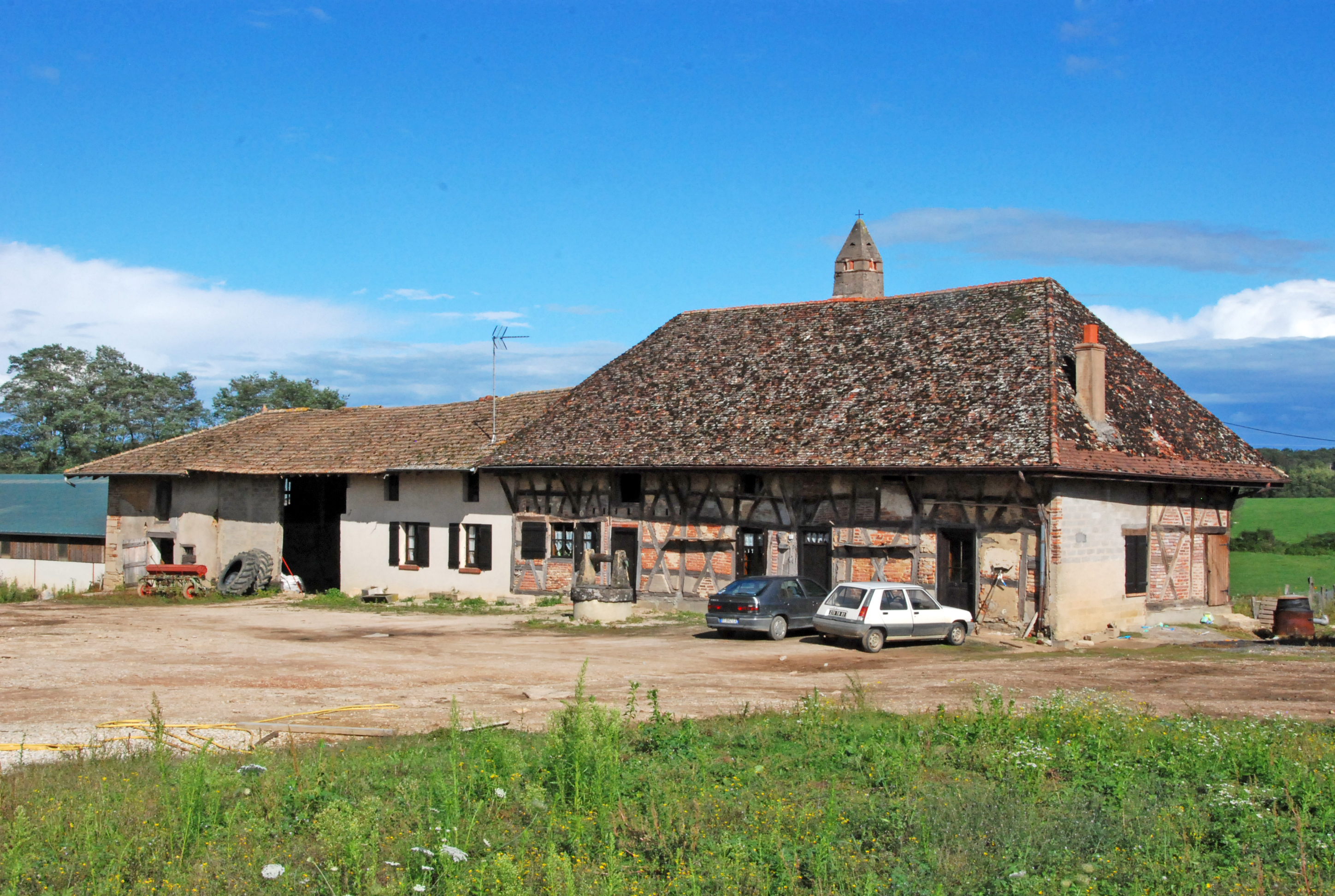
Ferme de la Servette
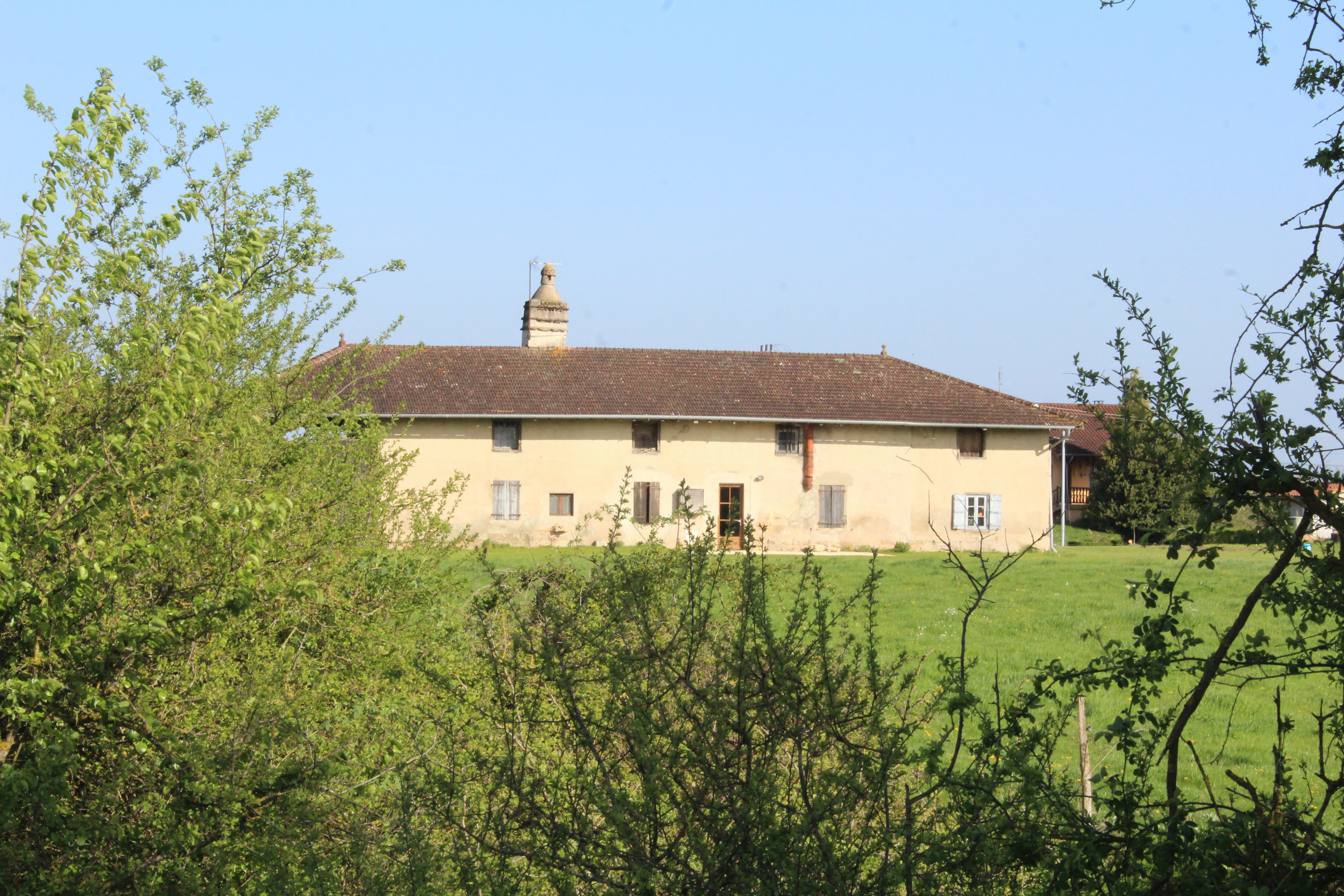
Ferme de Molardoury
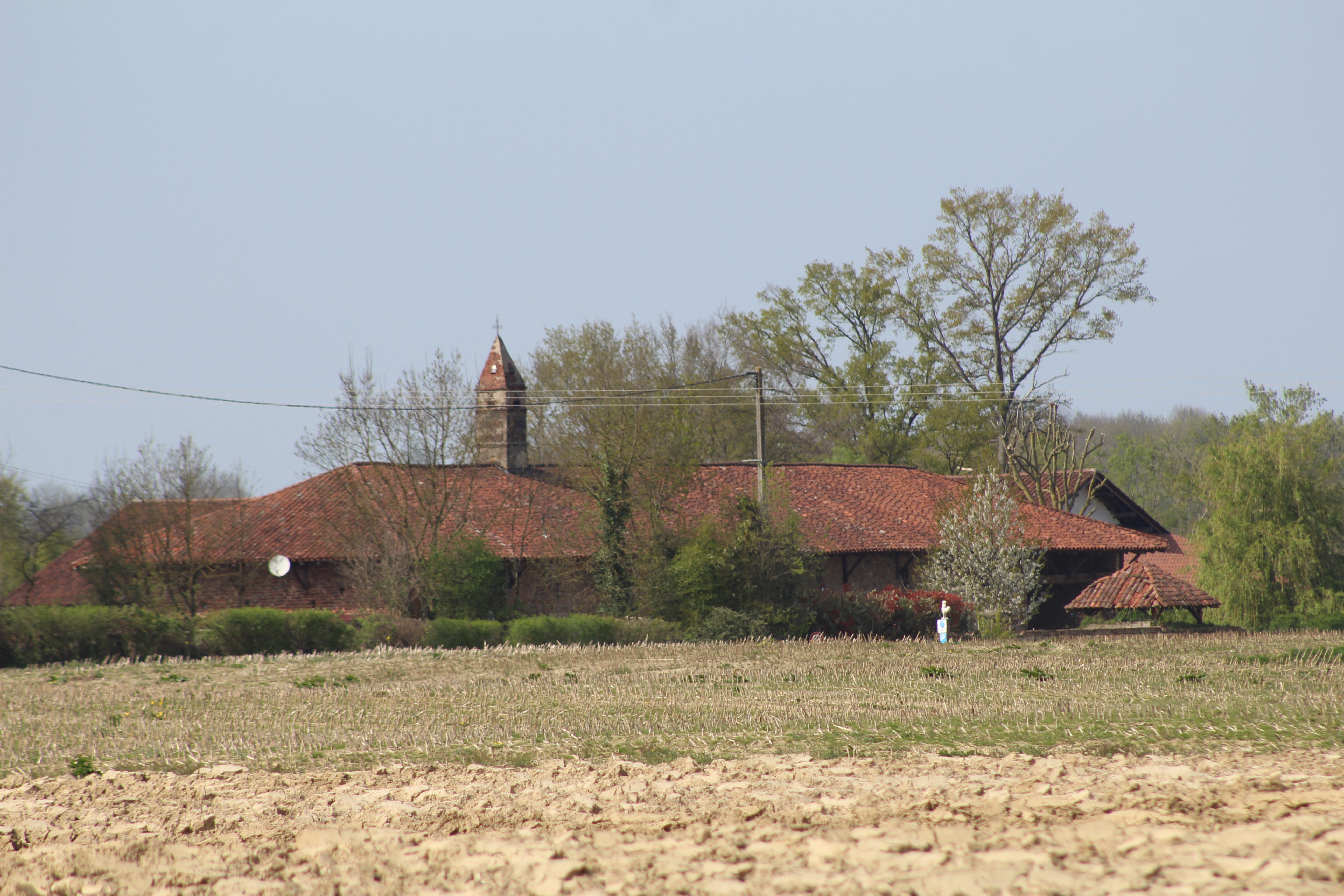
Ferme du Tremblay

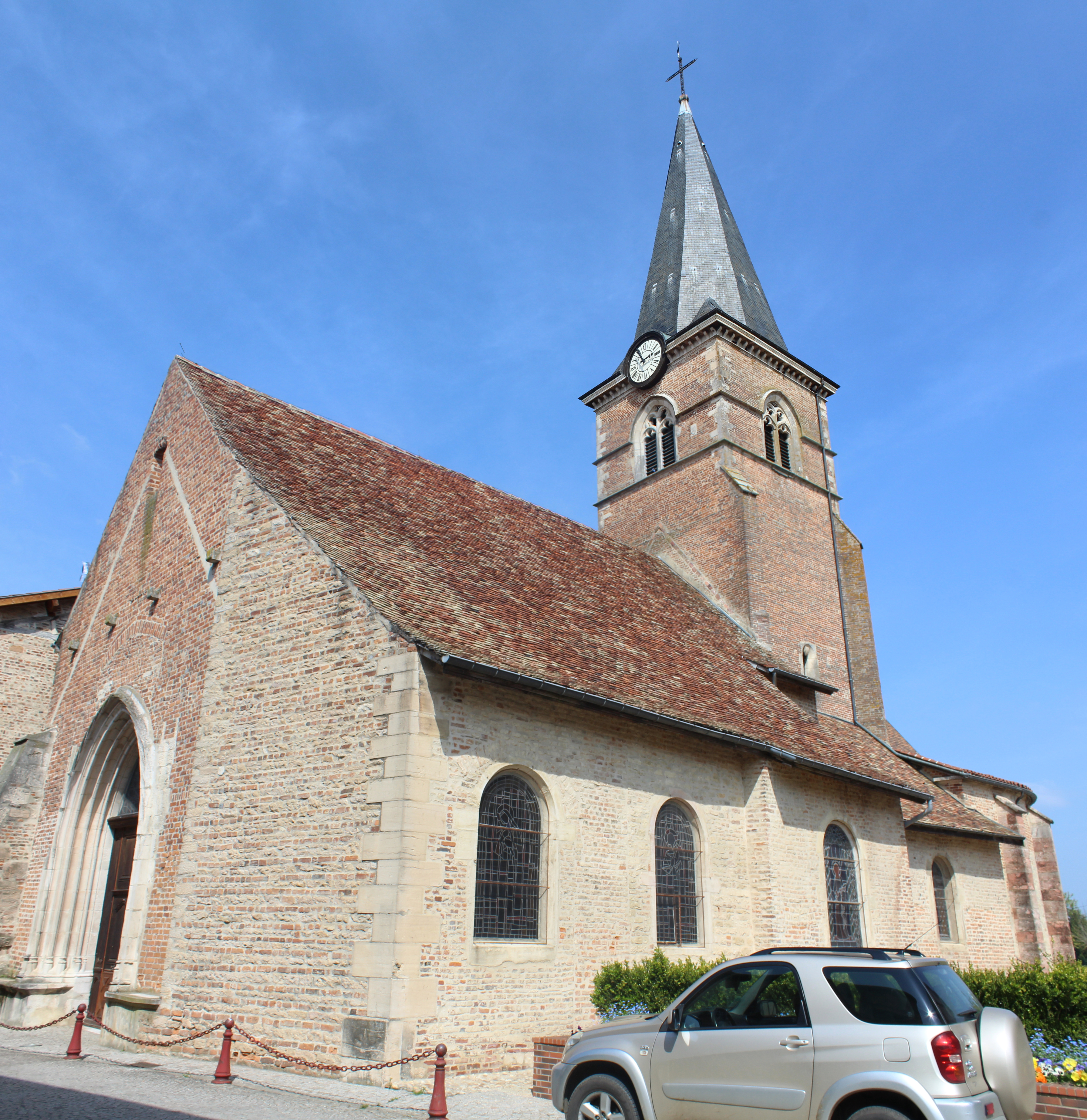
Kirche Saint-Trivier
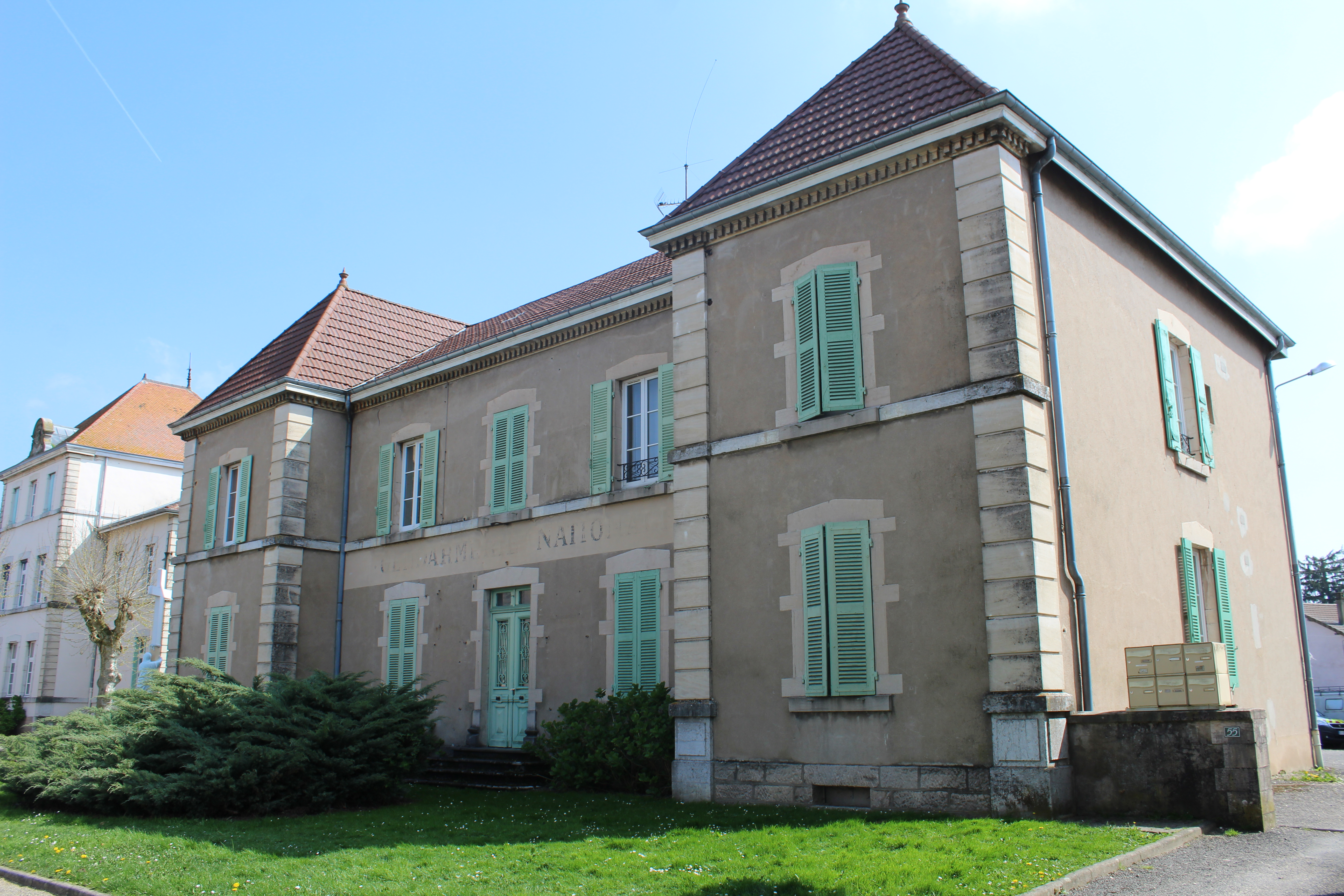
Gendarmerie
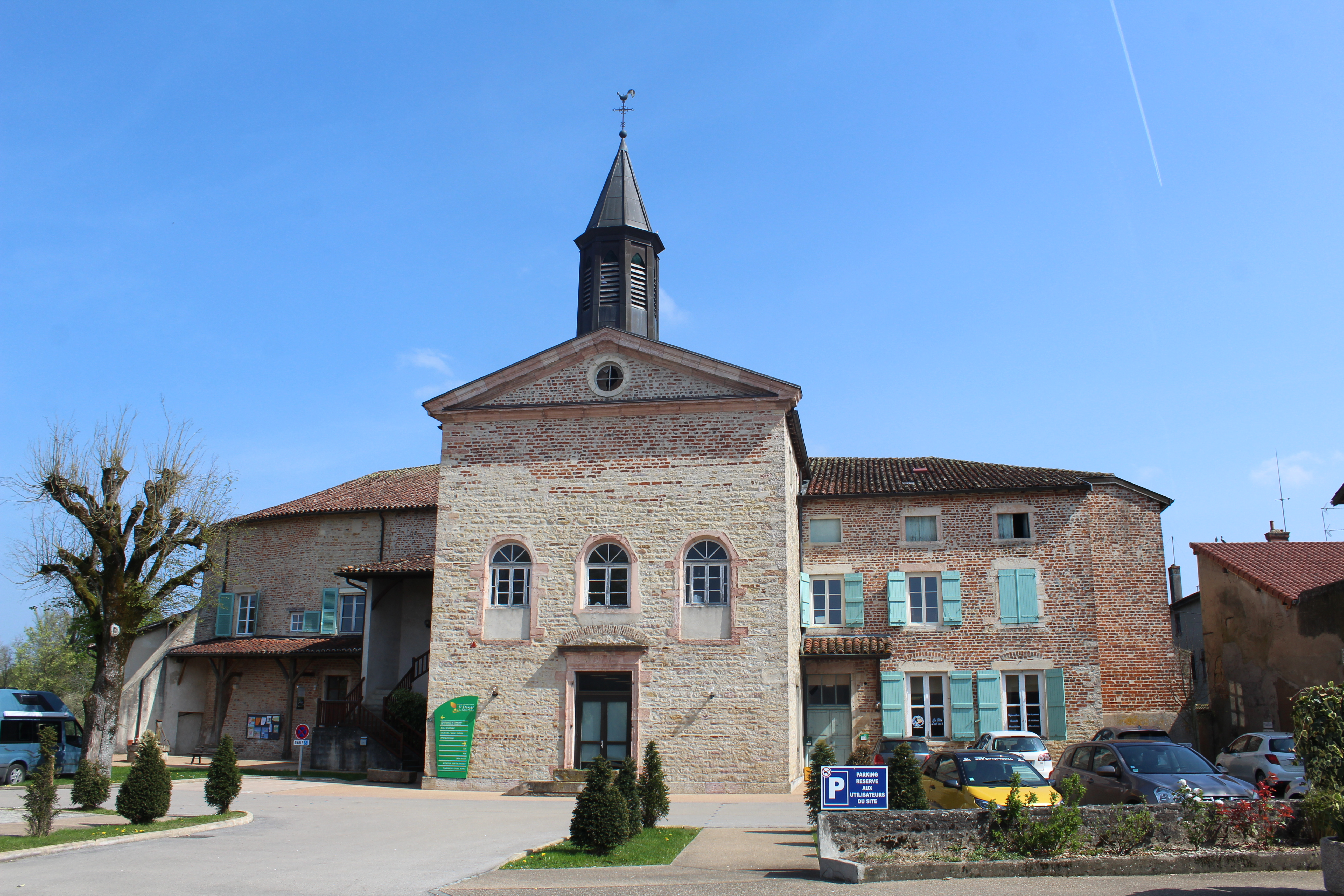
Hospiz
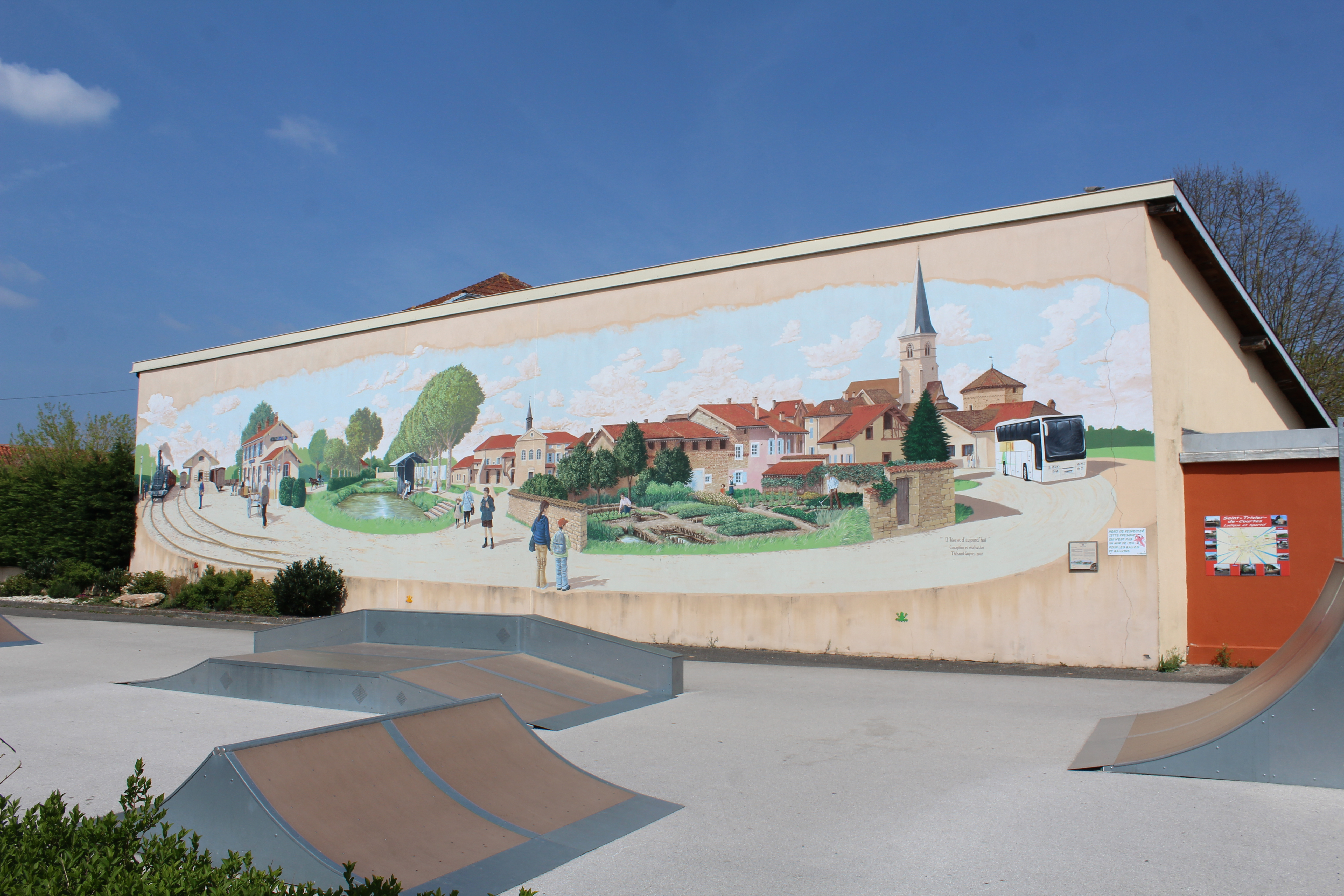
Primarschulhaus
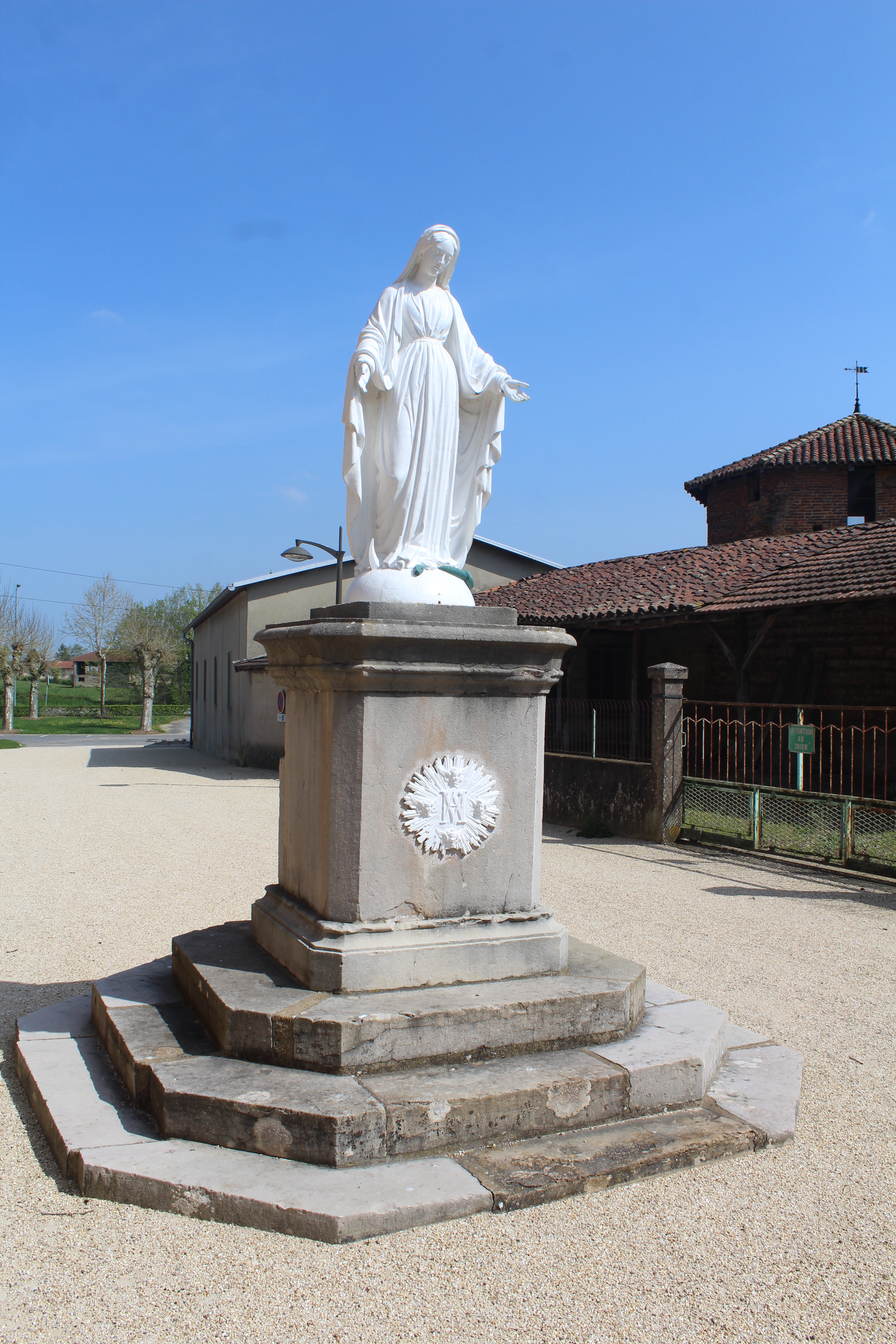
Marienstatue
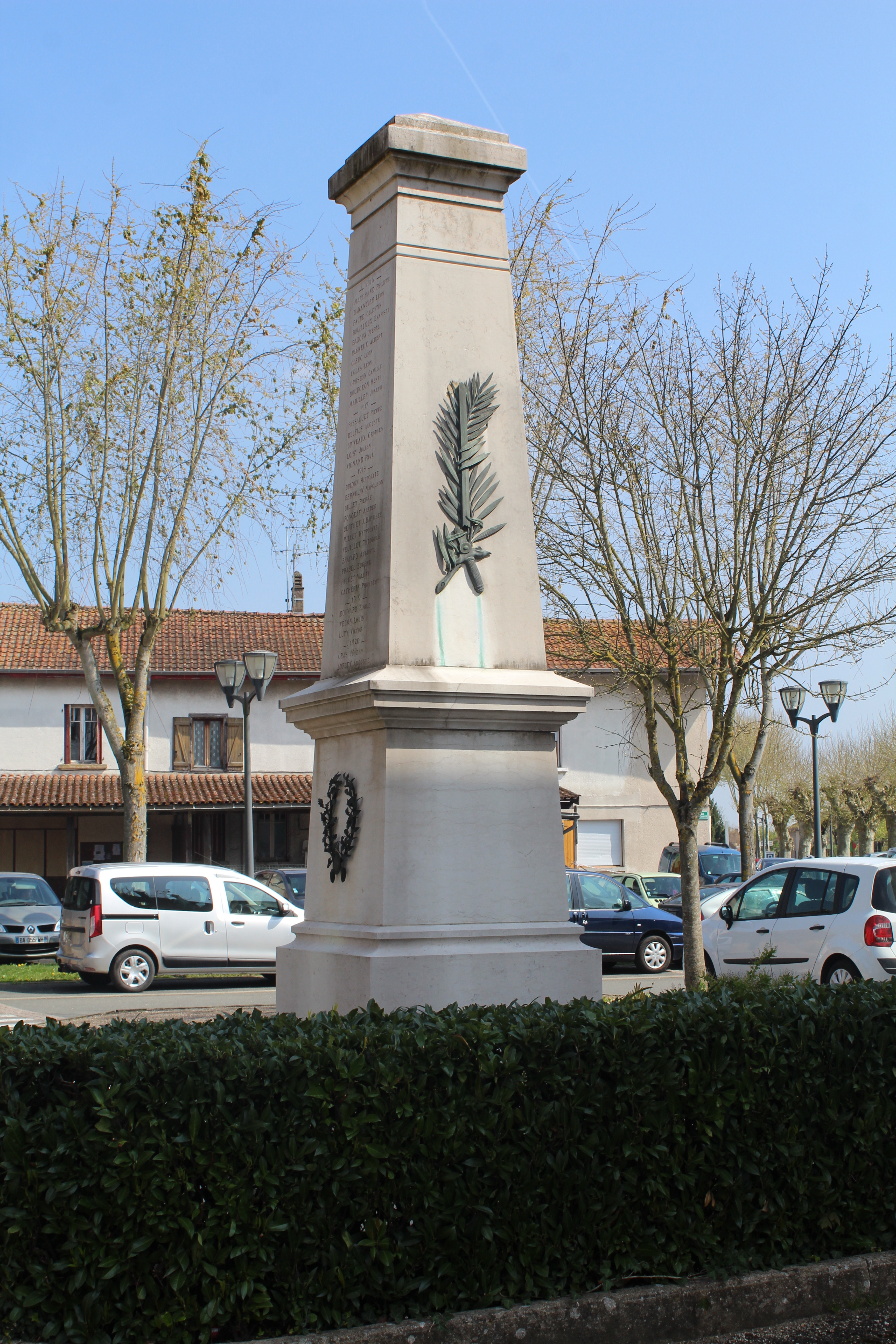
Gefallenendenkmal